# 努奇堡
努奇堡（西班牙語：Castellar de Nuch），是西班牙加泰罗尼亚巴塞罗那省的一个市镇。总面积47平方公里，总人口170人（2001年），人口密度4人/平方公里。